# Adelaide Ferreira
Maria Adelaide Mengas Matafome Ferreira (Minde, 23 de septiembre de 1959) es una cantante, compositora y actriz portuguesa.

## Carrera
Con tan solo diecisiete años empezó en el Teatro Aberto, siendo su gusto por la música el que la hizo alcanzar una de las mayores cotas de popularidad de la música portuguesa. 
Comenzó su carrera como cantante profesional con 21 años, con la canción "Baby Suicida", siendo un gran "boom" del rock portugués, consiguiendo un gran éxito entre los jóvenes y vendiendo más de mil unidades de su sencillo.
En 1985, participa en el Festival de Eurovisión cantando "Penso em Ti (Eu Sei)", del compositor Tó Zé Brito y en una época en la que la música portuguesa empezaba a despuntar, Adelaide Ferreira participa en el festival de la OTI, donde consigue el mejor puesto conseguido nunca en un festival internacional, el segundo puesto.
Mientras, la Polygram de España hace una oferta a Adelaide para grabar y comercializar su disco en tierras españolas y de América Latina, sin embargo la artista no acepta la proposición ya que huye del internacionalismo. Mientras comienza a calar en los corazones portugueses con sus baladas, a las que añade una calidad dramática nunca vista en el panorama musical portugués.
Cuando ya contaba con éxitos con su sencillo y maxisencillo, Adelaide edita su primer disco, Entre Um Côco e Um Adeus en 1986, disco que incluía los temas "Coqueirando" y "Papel Principal", del compositor To Zé Brito, la canción paradigma de su carrera y que aún hoy es un tema mítico, volviéndose a través de su voz en un mito de la defensa de los derechos de la mujer. Pero Adelaide tenía dos mundos en su interior, el romántico y el contestatario.
Luís Fernando, guitarrista, su compañero de viaje y con quien permaneció casada durante once años, influenció y potenció su carrera orientada al rock. Aparece entonces su interés e intención por las letras más comprometidas. El álbum Amantes e Mortais, de 1989, que no fue editado en CD, es un ejemplo de esta faceta, de él destaca la balada "Dava Tudo", con letra de Adelaide Ferreira y Luís Fernando.
Su siguiente álbum fue O Realizador Está Louco, en 1995, que es según la propia Adelaide, el punto final a un capítulo de su vida.
En 1997, después de un relativo silencio, Adelaide decide volver con unas nuevas perspectivas musicales, explorando otras sonoridades. El álbum Só Baladas la elevó de nuevo a la popularidad. Donde recopilaba todas las baladas de su carrera musical y donde contaba con la colaboración de sus amigos Dulce Pontes y Fernando Girão, Adelaide considera este disco como tal vez, el momento más alto de su carrera. El disco fue disco de oro.
Antes del final de 2000 estaba en agenda un nuevo trabajo, Sentidos de donde Adelaide Ferreira destaca de inmediato el tema "Ainda Te Sinto Tão Perto". "Veo en este álbum una evolución del disco Só Baladas, que considero aún hoy, el mejor de mi carrera.", afirma la intérprete. 
Mientras, Adelaide Ferreira también muestra su trabajo como compositora y letrista, teniendo incluso aulas de canto. Paralelamente a la música, participa en innumerables veces en cine, teatro y televisión. En poco tiempo fue invitada a ser la música promocional de Big Brother III.
Adelaide Ferreira volvió ahora a la interpretación, ya que participa en algún capítulo de la serie Alves dos Reis, de la RTP portuguesa.

## Discografía
Álbumes
- Entre Um Coco e Um Adeus (LP, Polygram,1986)
- Amantes Imortais/Fast And Far (2LP, MBP, 1989)
- O Realizador está Louco (CD, Vidisco, 1996)
- Só Baladas (Recopilatorio, BMG, 1998)
- Sentidos (CD, BMG, 2000)
- BB3 (2001) - Outro Sol
- O Olhar da Serpente (2002)
- Adelaide Ferreira, (2004), Universal Music Portugal

Singles
- Meu Amor Vamos Conversar os Dois (Single, Nova, 1978)
- Espero por Ti/Alegria Em Flor (Single, Nova, 1980)
- Baby Suicida/A Tua Noite (Single, Vadeca, 1981)
- Bichos/Trânsito (Single, Vadeca, 1981)
- Não Não Não/Danada do Rock'n'Roll (Máxi, Polygram, 1983)
- Quero-Te, Choro-te, Odeio-Te, Adoro-te (Single, Polygram, 1984)
- Penso em Ti, Eu Sei/Vem No Meu Sonho (Single, Polygram, 1985)

| Predecesor: Maria Guinot con "Silêncio e tanta gente" | Portugal en el Festival de Eurovisión 1985 | Sucesor: Dora con "Não sejas mau p'ra mim" |

| Predecesor: José Cid con "Uma lágrima" | Portugal en el Festival de la OTI 1984 | Sucesor: Jorge Fernando con "Um ano depois" |

- Datos: Q38802